# Gabriel Angler
Gabriel Angler (ur. 1405; zm. 1462 w Monachium) – niemiecki malarz, identyfikowany z Mistrzem Ołtarza z Tegernsee.

## Działalność artystyczna
Nauki pobierał w Monachium; w 1429 roku terminował u Bertholda Landauera w Nördlingen. W 1431 na dwa lata powrócił do Monachium, gdzie otrzymał zlecenie na wykonanie ołtarza w kościele NMP (Frauenkirche): ukończony on został w 1437 roku (niezachowany). W 1433 wyjechał do Wenecji. W 1434 roku wykonał nastawę ołtarzową w katedrze Najświętszej Marii Panny w Monachium. Za zlecenie otrzymał bardzo wysokie wynagrodzenie: 4275 guldeny. Po 1430 roku otrzymywał zlecenia z dworu bawarskiego; od 1434 został pierwszym malarzem miasta Monachium. Około 1450 roku, z powodu słabnącego wzroku, pracownie przejął jego syn. W latach 1460–1462 stał na czele monachijskiego cechu malarzy.
Gabriel Angler był jednym z najważniejszych malarzy południowych Niemiec w pierwszej połowie XV wieku. Jego styl był bardzo niekonwencjonalny, częściowo bardzo realistyczny. W pracach można odnaleźć wpływ sztuki burgundzkiej.
W Schwanthalerhöhe znajduje się ulica nazwana jego imieniem; Anglerstraße.